# 提娜·皮斯尼克
提娜·皮斯尼克（1981年2月19日—）是一位出生於斯洛維尼亞網球選手，生涯單打最高排名為29（2004年1月12日），生涯雙打最高排名為63（2000年4月3日）。
皮斯尼克在她的職業生涯曾在獲得1個WTA單打冠軍與2個WTA雙打冠軍，皮斯尼克目前居住斯洛維尼亞馬里博爾。

## WTA決賽

### 冠軍
- 2000 (1) - bol

## 外部連結
- 提娜·皮斯尼克的国际女子网球协会官方資料（英文）
- 提娜·皮斯尼克的國際網球總會 職業／青少年 官方資料（英文）
- Fed Cup - Player profile - Tina PISNIK (SLO) （页面存档备份，存于）